# Diplonevra minima
Diplonevra minima är en tvåvingeart som beskrevs av Schmitz 1927. Diplonevra minima ingår i släktet Diplonevra och familjen puckelflugor. Inga underarter finns listade i Catalogue of Life.